# Persepolis (film)
Pour les articles homonymes, voir Persépolis.
Pour plus de détails, voir Fiche technique et Distribution.
Persepolis est un long métrage d'animation français réalisé par Vincent Paronnaud et Marjane Satrapi, sorti en France le 27 juin 2007. Le film s'inspire de Persepolis, la bande dessinée autobiographique de Marjane Satrapi.
Présenté dans la sélection officielle du Festival de Cannes 2007, le film y a obtenu le prix du jury ex æquo avec Lumière silencieuse de Carlos Reygadas. Le film a été nommé pour l'Oscar du meilleur film d'animation 2008.
Persepolis a été l'objet de plusieurs polémiques et interdictions, par exemple au Liban.

## Synopsis
Le film s'articule autour de quelques passages en couleur, symbolisant le présent, et de nombreux passages en noir et blanc, symbolisant les flashbacks de Marjane sur sa jeunesse précédant son deuxième exil, pour la France.
Au présent, Marjane est à l'aéroport d'Orly à Paris et s'apprête à prendre l'avion pour Téhéran. Au moment d'embarquer, elle décidera de rester et restera la journée entière à l'aéroport, se remémorant son passé en Iran.
Téhéran, en 1978 : Marjane, huit ans, songe à l'avenir et se rêve en prophète de la galaxie. Choyée par des parents modernes et cultivés, particulièrement liée à sa grand-mère, elle suit avec exaltation les événements qui vont mener à la révolution et provoquer la chute du régime du Shah. Avec l'instauration de la « République islamique » débute le temps des « gardiens de la révolution » qui contrôlent tenues et comportements. Marjane, qui doit porter le voile, se rêve désormais en révolutionnaire.
Bientôt, la guerre contre l'Irak entraîne bombardements, privations et disparitions de proches. La répression intérieure devient chaque jour plus sévère. Dans un contexte de plus en plus pénible, sa langue bien pendue et ses positions rebelles deviennent problématiques. Ses parents décident alors de l'envoyer en Autriche pour la protéger. À Vienne, Marjane vit à quatorze ans sa deuxième révolution : l'adolescence, la liberté, les vertiges de l'amour mais aussi l'exil, la solitude et la différence.
De retour chez ses parents, elle se marie pour pouvoir mener sa relation amoureuse au grand jour. Après une année avec cet homme qu'elle connaissait finalement mal, elle réalise qu'elle ne l'aime plus et en est très affligée. Un soir, une fête à laquelle elle participe se termine tragiquement : les gardiens de la révolution interviennent pour réprimer cette fête jugée immorale et pourchassent jusque sur les toits les jeunes hommes qui y participaient. Dans sa fuite, l'un d'entre eux tombe et décède. Cet événement terrible décide Marjane à quitter son mari, sa famille et son pays où elle ne peut vivre comme elle l'entend. Sa famille la soutient dans ces choix difficiles. Marjane part pour la France.

## Fiche technique
- Titre : Persepolis

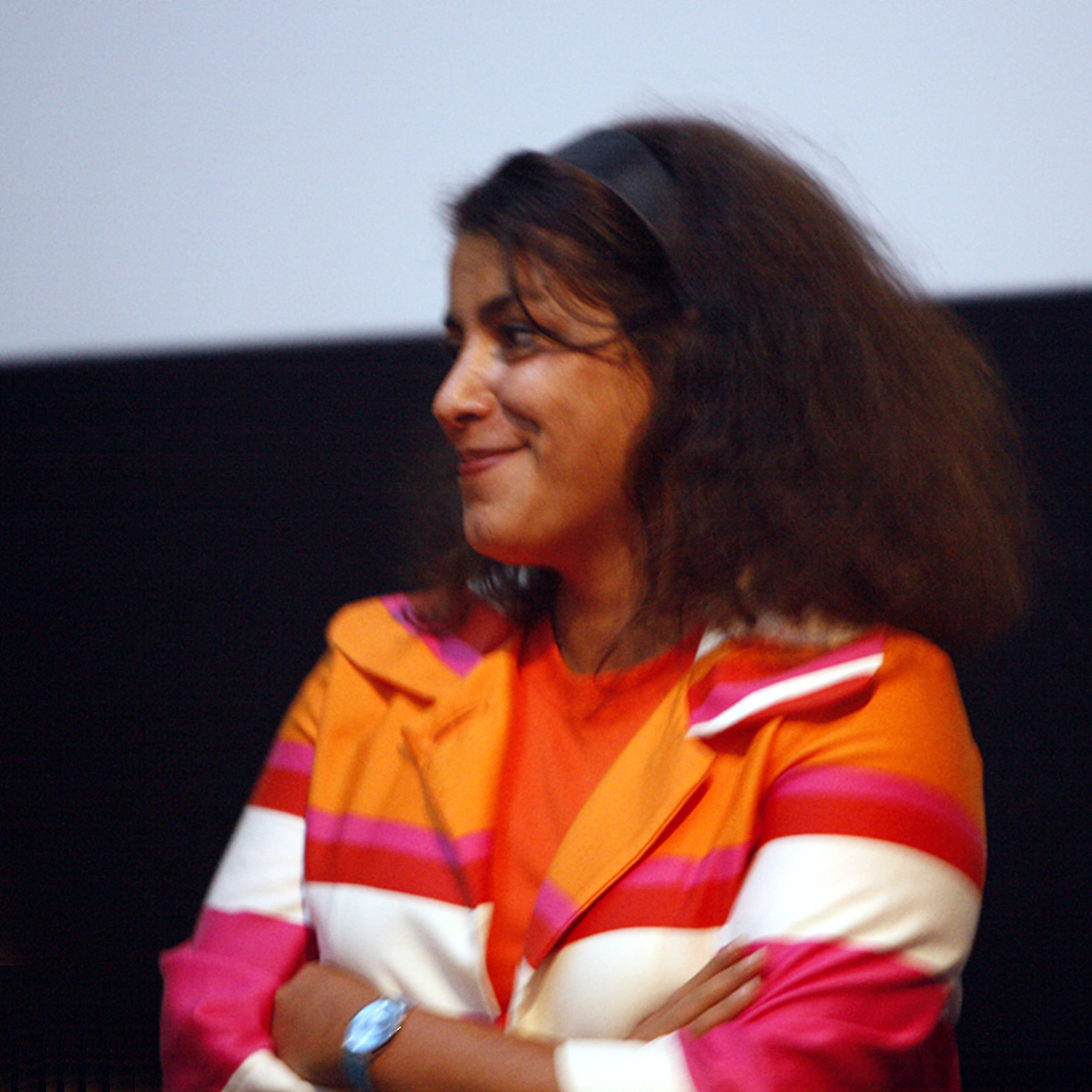
Marjane Satrapi à une avant-première du film.

- Réalisation et scénario : Vincent Paronnaud et Marjane Satrapi
- Dialogues : Sylvie Peyrucq
- Production : Xavier Rigault et Marc-Antoine Robert
- Décors : Marisa Musy
- Musique : Olivier Bernet
- Montage : Stéphane Roche
- Son : Thierry Lebon, Eric Chevallier et Samy Bardet
- Pays d'origine :  France
- Langue originale : français
- Format : 1,85:1 - son Dolby Digital - 35 mm
- Genre : animation, autobiographique, comédie dramatique
- Durée : 95 minutes
- Date de sortie : 2007
  - France : 23 mai 2007 (Festival de Cannes 2007), 27 juin 2007 (sortie nationale)
  - Canada : 6 septembre 2007
  - Allemagne : 22 novembre 2007
  - États-Unis : 25 décembre 2007

## Distribution

### Voix originales
- Chiara Mastroianni : Marjane Satrapi (adulte et adolescente)
- Catherine Deneuve : Taji Satrapi
- Danielle Darrieux : la grand-mère de Marjane
- Simon Abkarian : Ebi Satrapi
- Gabrielle Lopes Benites : Marjane (enfant)
- François Jérosme : Anouche Satrapi
- Tilly Mandelbrot : Laly
- Marjane Satrapi : Frau Doktor Schloss
- Sophie Arthuys : Voix additionnelles

### Voix anglaises
- Chiara Mastroianni : Marjane (adulte et adolescente)
- Catherine Deneuve : la mère de Marjane
- Sean Penn : le père de Marjane
- Gena Rowlands : la grand-mère de Marjane
- Iggy Pop : Anouche Satrapi, oncle de Marjane

## Bande originale
La musique du film a été composée par Olivier Bernet.
1. Persépolis thème
2. Téhéran disco
3. Tout ce qui est à vous m'appartient
4. Manifestations
5. La bonne leçon
6. L'épopée d'Anouche
7. Le prolétariat
8. Va-t'en !
9. La guerre
10. Master of the Monsters (50 Toumans)
11. Dans la vie, tu rencontreras beaucoup de cons
12. Marche persane
13. Balèze
14. Rosen aus dem Süden
15. Musique de merde
16. Frenchie
17. Flower Power
18. Love and Hate
19. Sachertorte
20. Eye of the Tiger (interprété par Chiara Mastroianni)
21. Gol-e Yakh (reprise)

## Polémiques et interdictions

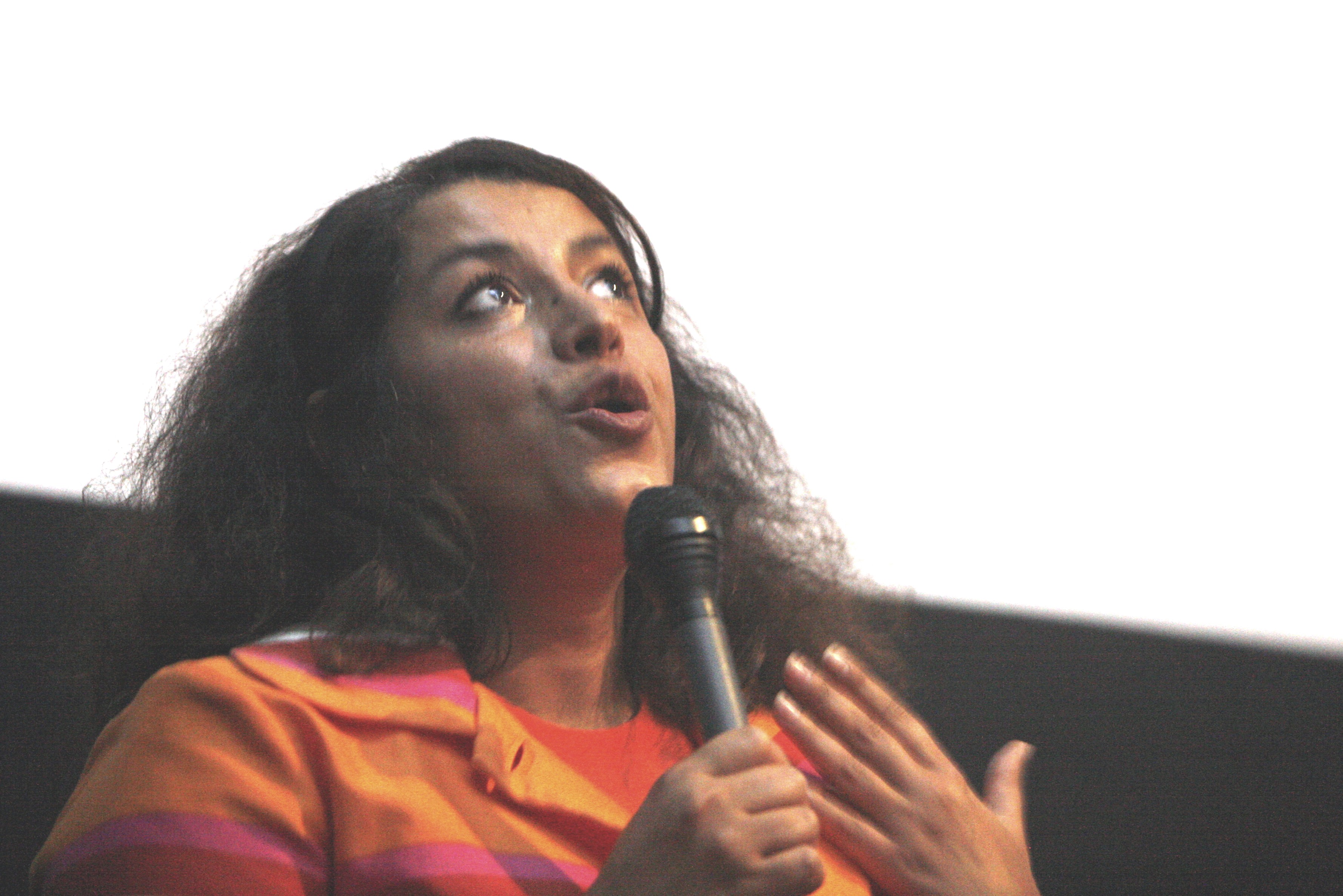
Mariane Satrapi durant la première Persepolis

La république islamique d'Iran s'est inquiétée de la sélection de ce film présentant ce qu'elle estime être « un tableau irréel des conséquences et des réussites de la révolution islamique » et en a diffusé une version censurée. Persepolis fut également interdit de diffusion au Liban fin mars 2008 durant un temps, avant que la polémique nationale n'aboutisse à la levée de cette interdiction.
À la suite de la diffusion du film en Tunisie, le 7 octobre 2011, environ 200 salafistes ont tenté de brûler l'immeuble qu'occupe la chaîne de télévision Nessma avant de s'attaquer au domicile de son PDG, Nabil Karoui, quelques jours plus tard. Toutefois une manipulation en provenance des services de sécurité en cette période de campagne électorale n'est pas à exclure.
Programmé à la Cinémathèque de Tanger qui accueille les 25 ans de la fondation Groupama Gan pour le cinéma, Persepolis avait reçu le visa d'exploitation du Centre cinématographique marocain (CCM) et devait être projeté à trois reprises en juillet 2012. Toutefois, et sans la moindre explication, la Cinémathèque de Tanger a annulé les projections prévues du film de Marjane Satrapi. Le long-métrage est remplacé par Séminaire du manifeste des voleurs et Une vie de chat. Le film a disparu du site Internet de la Cinémathèque de Tanger.

## Distinctions
- 2004 : prix spécial Aide à la Création de la fondation Gan pour le Cinéma
- 2007 : prix spécial du jury du Festival de Cannes 2007 (ex-aequo avec Lumière silencieuse de Carlos Reygadas)
- 2007 : sélection officielle pour la Palme d'or
- 2007 : prix spécial du jury au Cinemanila International Film Festival
- 2008 : prix des auditeurs de l'émission radiophonique Le Masque et la Plume
- 2008 : meilleur premier film lors de la cérémonie des Césars 2008
- 2008 : César de la meilleure adaptation lors de la cérémonie des Césars 2008.
- 2008 : nommé aux Oscars du cinéma 2008 dans la catégorie meilleur film d'animation (mais l'oscar est remporté par le film Ratatouille).
- 2008 : Palme dog (ex-aequo) pour le chien Yuki.
- 2008 : Globe de cristal du meilleur film.